# 马家沟河
马家沟河是黑龙江省哈尔滨市的一条河流，为松花江的支流。
河流发源于哈尔滨市阿城区前柳蒿沟，流经阿城区、平房区、香坊区、南岗区和道外区，在哈尔滨市道外区注入松花江右岸。全长34.7公里，其中市区段长17.6公里。尽管马家沟河在2000年代之后已经经过治理，但是河面仍然偶尔会出现排放污水的情况。